# Lazine
Lazine en serbe latin et Llazhinë en albanais (en serbe cyrillique : Лазине) est une localité du Kosovo située dans la commune/municipalité de Leposavić/Leposaviq, district de Mitrovicë/Kosovska Mitrovica. Selon des estimations de 2009 comptabilisées pour le recensement kosovar de 2011, elle ne compte plus aucun habitant.

## Géographie
Lazine/Llazhinë est situé à 9 km à l'est de Leposavić/Leposaviq, dans la communauté locale de Sočanica/Soçanicë.

## Démographie

### Évolution historique de la population dans la localité
| 1948 | 1953 | 1961 | 1971 | 1981 | 1991 | 2009 |
| ---- | ---- | ---- | ---- | ---- | ---- | ---- |
| 46   | 54   | 78   | 62   | 42   | 33   | 0    |

|  |